# 宮城村 (群馬県)
宮城村（みやぎむら）は、1889年から2004年までの間、群馬県の中央部、赤城山の南麓に位置した村である。2004年12月5日に、隣接する大胡町・粕川村とともに、前橋市へ編入合併された。

## 地理
村の半分近くを、赤城山の林野が占める。村の面積は48.15平方キロメートルで、東西5.5キロメートル、南北18.0キロメートルと南北に細長い地形。村域は赤城山の南麓にあり、関東平野を眺望する傾斜地で、標高400メートルを付近を境に、北側は急傾斜地で山林が多く、南側はなだらかな傾斜地で農地や宅地が広がる。

## 村民憲章・村旗
- 憲章（昭和60年10月1日制定）[2]　
  - 郷土を愛し、力を合わせ住みよい村をつくりましょう。
  - 健康で勤労を尊び、豊かな村をつくりましょう。
  - 自然を愛し環境をととのえ、きれいな村をつくりましょう。
  - 教育文化を高め、スポーツを愛好し、明るい村をつくりましょう。
  - 老人を大切にし、子供の未来をひらく、しあわせな村をつくりましょう。
- 村旗[3]　
  - ミヤギの「ミ」を図案化したもの。上の半円は、はてしない大空と希望を、下の半円は、赤城山麓に広がる村の大地を表現している。また、中央の横棒は村の無限なる発展を、全体の円は村民の和、協力、平和を意味している。

## 歴史

### 中世〜近世
- 三夜沢村（現・三夜沢町）は、古くより赤城神社領であった。

### 近世〜現代
- 1889年 - 鼻毛石・市之関・柏倉・三夜沢・苗ヶ島・馬場・大前田の7村が合併し宮城村となる。
- 1994年10月1日 - 勢多郡大胡町と境界変更。
- 2004年12月5日 - 勢多郡大胡町・粕川村とともに前橋市へ編入合併。

## 行政
合併前の宮城村役場は、合併時に前橋市役所宮城支所となっている。

### 歴代村長[4]
| 代数 | 氏名         | 就任            | 退任             | 生年月日         | 没年月日         | 備考           |
| ---- | ------------ | --------------- | ---------------- | ---------------- | ---------------- | -------------- |
| 1    | 東宮六郎治   | 明治22年5月     | 明治26年4月      | 嘉永4年4月14日   | 昭和7年8月21日   |                |
| 2    | 前原甚太郎   | 明治26年5月25日 | 明治28年4月5日   | 天保11年3月15日  | 明治36年11月9日  |                |
| 3    | 前原久弥     | 明治28年4月24日 | 明治28年8月      | 文政11年9月28日  | 明治39年6月15日  |                |
| 4    | 長岡道三郎   | 明治28年8月26日 | 明治32年8月25日  | 嘉永2年11月12日  | 大正元年12月2日  |                |
| 5    | 前原芳雄     | 明治32年9月     | 明治36年9月      | 弘化元年1月13日  | 大正14年9月19日  |                |
| 6    | 前原芳雄     | 明治36年9月     | 明治40年5月      | 弘化元年1月13日  | 大正14年9月19日  |                |
| 7    | 阿久沢友次郎 | 明治40年6月10日 | 明治44年6月9日   | 元治元年1月16日  | 昭和22年9月30日  |                |
| 8    | 東宮徳次郎   | 明治44年6月14日 | 明治45年3月19日  | 明治6年9月21日   | 大正6年12月24日  | 六郎次長男     |
| 9    | 長岡朝太郎   | 明治45年5月22日 | 大正5年5月21日   | 明治4年9月1日    | 昭和3年5月11日   |                |
| 10   | 小池一郎     | 大正5年5月25日  | 大正9年5月24日   | 明治5年7月18日   | 昭和25年7月4日   |                |
| 11   | 前原勝馬     | 大正9年5月25日  | 大正13年5月24日  | 慶応3年9月25日   | 昭和15年1月31日  | 甚太郎長男     |
| 12   | 阿久沢源吉   | 大正13年5月25日 | 昭和3年5月24日   | 万延元年3月5日   | 昭和9年12月7日   |                |
| 13   | 北爪徳衛     | 昭和3年5月25日  | 昭和5年11月6日   | 明治4年2月30日   | 昭和30年10月31日 |                |
| 14   | 東宮端一郎   | 昭和5年11月12日 | 昭和9年11月11日  | 明治15年6月5日   | 昭和13年1月28日  |                |
| 15   | 東宮端一郎   | 昭和9年11月12日 | 昭和10年9月7日   | 明治15年6月5日   | 昭和13年1月28日  |                |
| 16   | 深沢伊三郎   | 昭和10年5月13日 | 昭和10年10月17日 | 明治3年10月29日  | 昭和15年8月19日  |                |
| 17   | 田島荘次郎   | 昭和11年3月30日 | 昭和15年3月29日  | 明治18年7月2日   | 昭和45年7月15日  | 東宮端一郎弟   |
| 18   | 阿久沢武雄   | 昭和15年3月30日 | 昭和19年3月29日  | 明治13年11月2日  |                  |                |
| 19   | 東宮祐吉     | 昭和19年4月3日  | 昭和21年12月5日  | 明治34年8月16日  | 昭和41年7月1日   | 徳次郎四男     |
| 20   | 前原英四郎   | 昭和22年4月5日  | 昭和26年4月4日   | 明治28年12月28日 |                  | 勝馬四男       |
| 21   | 阿久沢千代吉 | 昭和26年4月24日 | 昭和30年4月30日  | 明治30年11月7日  |                  |                |
| 22   | 田島清一郎   | 昭和30年5月1日  | 昭和34年4月30日  | 明治42年7月25日  |                  | 荘次郎長男     |
| 23   | 前原盤根     | 昭和34年4月30日 | 昭和38年4月29日  | 大正2年1月13日   |                  | 群馬県議会議員 |
| 24   | 阿久沢俊夫   | 昭和38年4月30日 | 昭和42年4月29日  | 明治41年9月24日  |                  |                |
| 25   | 上野丑之助   | 昭和42年4月30日 | 昭和46年3月29日  | 明治37年10月1日  |                  |                |
| 26   | 田村定吉     | 昭和46年4月30日 |                  | 明治37年1月1日   |                  |                |

## 経済

### 産業
農業が中心だが、特に畜産業が盛んである。
2001年に国内3頭目となる狂牛病の感染牛が発見された。

## 地域

### 大字
宮城村は合併前住所では群馬県勢多郡宮城村大字鼻毛石の大字の次が地名であり、前橋市に合併後は前橋市鼻毛石町となった。宮城村は大字が7つあり、宮城地区が校区の前橋市立宮城小学校の校歌では、「七つの字から集まって」と歌われている。
- 鼻毛石町(はなげいしまち)
- 柏倉町(かしわぐらまち)
- 市之関町(いちのせきまち)
- 三夜沢町(みよさわまち)
- 苗ヶ島町(なえがしままち)
- 馬場町(ばばまち)
- 大前田町(おおまえたまち)

### 教育
宮城地区には小学校と中学校が1校ずつしかないため、実質小中一貫教育である。加えて比較的小規模な学校であることから、学年で名前を知らない人はあまり存在しない。逆により長い時間を同じメンバーで過ごしているために、あまり闘争心が生まれず、教員からもその点について指摘されることがある。
- 小学校
  - 前橋市立宮城小学校
- 中学校
  - 前橋市立宮城中学校

## 隣接する自治体
- 大胡町
- 粕川村
- 富士見村

## 交通

### 鉄道
宮城地区には上毛電鉄は通っていないため、鉄道はない。ただ、宮城村時代には村民が通学などに利用するので、上電に財政支援をしていた。

### 道路
- 一般国道
  - 国道353号

道路の整備により、宮城地区中心部から北関東道伊勢崎ICまで20分弱で行けるようになった。

## 名所・旧跡・観光スポット・祭事・催事・公共施設
- 赤城神社
- 赤城温泉郷

### レジャー
- ぐんまフラワーパーク
- 赤城高原牧場クローネンベルク（ドイツ村）

### 観光
- 赤城南面千本桜

### 公共施設
- 前橋市宮城体育館
- 前橋市宮城総合運動場
- 宮城公民館

## 宮城村出身の有名人
- 大前田栄五郎 - 幕末の侠客
- 東宮鉄男 - 陸軍大佐

## その他
村の中心地で役場所在地でもある大字鼻毛石（はなげいし）地区は、珍地名としてしばしば取り上げられる。明治の合併以前は「鼻毛石村」で、地元の鎮守である諏訪神社に、鼻の形に似た「鼻石」があることからついた名称とされる。地元民は「ハナガエシ」「ハナゲエシ」と上州弁に転訛して発音する。
心ない人々によってしばしば嘲笑の対象となることから、地元でも「合併を機に地名変更を」の声が強かったが、2003年に行われた住民アンケートで地名を変更しないことが決定された。それを受けて、前橋市と合併後は、同市の「鼻毛石町」となった。